# Сапрі
Сапрі (італ. Sapri, сиц. Sapri) — муніципалітет в Італії, у регіоні Кампанія, провінція Салерно.
Сапрі розташоване на відстані близько 340 км на південний схід від Рима, 145 км на південний схід від Неаполя, 105 км на південний схід від Салерно.
Населення — 6803 особи (2014).
Щорічний фестиваль відбувається 15 червня. Покровитель — святий Віт.

## Демографія
Населення за роками:

Станом на 1 січня 2023 року в муніципалітеті офіційно проживали 254 іноземці з 28 країн, серед них 142 громадяни країн Євросоюзу та 38 громадян України.

## Сусідні муніципалітети
- Маратеа
- Ривелло
- Торрака
- Торторелла
- Вібонаті